# Могилёв-Подольская епархия
Могилёв-Подо́льская и Шаргородская епархия — епархия Украинской православной церкви, объединяет приходы и монастыри на территории Крыжопольского, Могилёв-Подольского, Мурованокуриловецкого, Песчанского, Томашпольского, Черневецкого, Шаргородского и Ямпольского районов на юго-западе Винницкой области.

## История
В 1921—1922 годы существовало Могилёвское викариатство Подольской епархии.
Могилёв-Подольская епархия образована 5 января 2013 года по решению Священного Синода УПЦ в пределах Могилёв-Подольского, Крыжопольского, Мурованокуриловецкого, Песчанского, Томашпольского, Черневецкого, Шаргородского и Ямпольского районов Винницкой области путём выделения из состава Винницкой и Тульчинской епархий.

## Архиереи
Могилёвское викариатство Подольской епархии
- Лоллий (Юрьевский) (14 февраля 1921—1922)

Могилёв-Подольская и Шаргородская епархия
- Агапит (Бевцик) (с 5 января 2013)

## Монастыри
- Галайковицкий Преображенский (мужской)
- Лядовский Усекновенский (мужской)
- Шаргородский Никольский (мужской)